# Sheffield Castle
Sheffield Castle var en borg i Sheffield, England, uppförd där floderna Sheaf och Don flyter samman. Det är möjligt att ett anglo-saxiskt långhus legat där tidigare och dominerat staden. 
Det första Sheffield Castle var en borg i trä, uppförd åt William de Lovetot i början av 1100-talet. Den förstördes under det Andra baronkriget, 1266, tillsammans med resten av staden och ersattes av en större borg i sten 1270.
Under 1500-talet byggde earlen av Shrewsbury ett alternativt residens, Sheffield Manor.  Borgen skadades kraftigt under det Engelska inbördeskriget och stora delar revs 1648. 
De sista ruinerna är bevarade vid stadens Castle Market och öppna för allmänheten.